# José María Gutiérrez Hernández
José María Gutiérrez Hernández, més conegut com a Guti, nascut el 31 d'octubre de 1976 a Torrejón de Ardoz, (Madrid). És un futbolista professional espanyol ja retirat. Va passar gairebé tota la seua carrera futbolística al Reial Madrid Club de Futbol.

## Biografia
Va néixer el 31 d'octubre de 1976 a Torrejón de Ardoz, una localitat propera a Madrid. Des de petit es va interessar pels esports, principalment pel futbol i el tennis. Aviat es va incorporar a les categories inferiors del Real Madrid CF. El 1995 va debutar amb la selecció sub-18, guanyant l'Eurocopa de la categoria. Aquest mateix any, Guti va debutar al primer equip del Real Madrid CF, el 2 de desembre de 1995, a un Reial Madrid-Sevilla FC, amb el resultat de 4-1. Als primers anys, Guti no va gaudir de moltes oportunitats i sovint havia de veure els partits des de la banqueta o la graderia. Aquesta situació va durar fins que va arribar com a entrenador, Vicente del Bosque a la temporada 1999-2000, per a substituir a John Benjamin Toshack.
Va començar jugant de mitjapunta, però sovint es veia desplaçat a altres demarcacions per gaudir d'oportunitats. Així a vegades ha jugat de punta, de mitjapunta, extrem, o migcampista. La falta de migcampistes creatius l'ha consolidat en aquesta posició, tot i que en el Real Madrid Club de Futbol mai es va acabar guanyant la indiscutible titularitat. Finalment, l'arribada de José Mourinho tancà el seu cicle com a jugador merengue. Així després d'intensos rumors es confirmà el seu fitxatge pel Beşiktaş JK turc.

## Estadístiques
Actualitzades a 21 de setembre de 2011.
| Club                 | Temporada            | Lliga   | Lliga | Copa    | Copa | Internacional | Internacional | Total   | Total |
| Club                 | Temporada            | Partits | Gols  | Partits | Gols | Partits       | Gols          | Partits | Gols  |
| -------------------- | -------------------- | ------- | ----- | ------- | ---- | ------------- | ------------- | ------- | ----- |
| Reial Madrid CF      |                      |         |       |         |      |               |               |         |       |
| 1995-96              | 9                    | 1       | -     | -       | 0    | 0             | 9             | 1       |       |
| 1996-97              | 14                   | 0       | 3     | 0       | 0    | 0             | 17            | 0       |       |
| 1997-98              | 17                   | 1       | 1     | 0       | 2    | 0             | 20            | 1       |       |
| 1998-99              | 28                   | 1       | 4     | 2       | 4    | 0             | 36            | 3       |       |
| 1999-00              | 28                   | 6       | 4     | 1       | 10   | 1             | 42            | 8       |       |
| 2000-01              | 32                   | 14      | -     | -       | 12   | 4             | 44            | 18      |       |
| 2001-02              | 29                   | 4       | 7     | 6       | 9    | 3             | 45            | 13      |       |
| 2002-03              | 34                   | 4       | 2     | 2       | 9    | 5             | 45            | 11      |       |
| 2003-04              | 26                   | 2       | 8     | 1       | 9    | 0             | 43            | 3       |       |
| 2004-05              | 31                   | 0       | -     | -       | 8    | 0             | 39            | 0       |       |
| 2005-06              | 33                   | 4       | 4     | 0       | 7    | 2             | 44            | 6       |       |
| 2006-07              | 30                   | 1       | -     | -       | 7    | 0             | 37            | 1       |       |
| 2007-08              | 32                   | 3       | 4     | 1       | 7    | 0             | 42            | 4       |       |
| 2008-09              | 18                   | 3       | 1     | 0       | 6    | 0             | 25            | 3       |       |
| 2009-10              | 26                   | 2       | 1     | 0       | 3    | 1             | 30            | 3       |       |
| Total al Real Madrid | Total al Real Madrid | 387     | 46    | 39      | 13   | 94            | 16            | 536     | 78    |
| Besiktas JK          |                      |         |       |         |      |               |               |         |       |
| 2010-11              | 22                   | 7       | 6     | 3       | 9    | 1             | 37            | 11      |       |
| 2011-12              | 0                    | 0       | 0     | 0       | 2    | 1             | 2             | 1       |       |
| Total al Besiktas    | Total al Besiktas    | 22      | 7     | 6       | 3    | 11            | 2             | 39      | 12    |

## Palmarès

### Campionats nacionals
| Títol               | Club         | País    | Any  |
| ------------------- | ------------ | ------- | ---- |
| Lliga espanyola     | Reial Madrid | Espanya | 1997 |
| Supercopa d'Espanya | Reial Madrid | Espanya | 1997 |
| Lliga espanyola     | Reial Madrid | Espanya | 2001 |
| Supercopa d'Espanya | Reial Madrid | Espanya | 2001 |
| Lliga espanyola     | Reial Madrid | Espanya | 2003 |
| Supercopa d'Espanya | Reial Madrid | Espanya | 2003 |
| Lliga espanyola     | Reial Madrid | Espanya | 2007 |
| Lliga espanyola     | Reial Madrid | Espanya | 2008 |
| Supercopa d'Espanya | Reial Madrid | Espanya | 2008 |

### Copes internacionals
| Títol                     | Equip             | País    | Any  |
| ------------------------- | ----------------- | ------- | ---- |
| Eurocopa de Futbol sub-18 | Espanya (sots 18) | Espanya | 1995 |
| Eurocopa de Futbol sub-21 | Espanya (sots 21) | Espanya | 1998 |
| Lliga de Campions         | Reial Madrid      | Espanya | 1998 |
| Copa Intercontinental     | Reial Madrid      | Espanya | 1998 |
| Lliga de Campions         | Reial Madrid      | Espanya | 2000 |
| Lliga de Campions         | Reial Madrid      | Espanya | 2002 |
| Supercopa d'Europa        | Reial Madrid      | Espanya | 2002 |
| Copa Intercontinental     | Reial Madrid      | Espanya | 2002 |